# Karl Fuith
Karl Fuith (* 12. Oktober 1884 in Pinkafeld; † 1. April 1966 in Oberwart) war ein österreichischer Rechtsanwalt und Politiker (CS). Fuith war Landesparteiobmann der Christlichsozialen Partei und Abgeordneter zum Burgenländischen Landtag. Er war verheiratet.
Fuith wurde als Sohn des Gastwirts Anton Fuith aus Pinkafeld geboren. Er besuchte die Volksschule in Pinkafeld und das Gymnasium in Győr und Veszprém. Fuith studierte Rechtswissenschaften an der Universität Budapest und schloss sein Studium 1912 mit dem akademischen Grad Dr. jur ab. Ab 1912 war Fuith als Rechtsanwalt in Oberwart tätig. Er leistete zwischen 1914 und 1918 seinen Militärdienst ab und war ab 1909 Mitglied bzw. Präses des katholischen Schulstuhles/Kirchenrates. Während der Rätezeit befand er sich zwei Monate lang in der Emigration in der Steiermark. Fuith war 1923 Bezirksobmann der Christlichsozialen Partei und fungierte zwischen dem 28. Juni 1932 und dem 16. Oktober 1934 als Landesparteiobmann der Christlichsozialen. 1938 war er kurze Zeit in politischer Haft. Fuith vertrat die Christlichsoziale Partei vom 5. Dezember 1930 bis zum 31. Oktober 1934 im Burgenländischen Landtag.